# أبوسوم غواهيبا النحيل
أبوسوم غواهيبا النحيل (الاسم العلمي:Cryptonanus guahybae)، هو نوع من الأبوسوم يتواجد في جنوب البرازيل.